# Manuel de Jesus Pires
Manuel de Jesus Pires (Porto, Portugal, 6 de março de 1895 – 1944) foi um oficial militar português e funcionário civil que passou a maior parte da sua vida em Timor a fazer serviço militar durante a Segunda Guerra Mundial.

## Biografia
Filho de José Pires e Elisa de Jesus Pires, após estudar na Faculdade de Ciências do Porto e na Escola de Guerra, ingressou no Corpo Expedicionário Português durante a Primeira Guerra Mundial. Em 1919, foi enviado para Timor, onde passou o resto de sua vida. Ao longo de mais de duas décadas, exerceu diversos cargos militares e civis, destacando-se como governador de Baucau a partir de 1937. Faleceu em 1944, durante a Segunda Guerra Mundial, depois de ser capturado pelas forças japoneses.